# Acrocirrus frontifilis
Acrocirrus frontifilis är en ringmaskart som först beskrevs av Grube 1860.  Acrocirrus frontifilis ingår i släktet Acrocirrus och familjen Acrocirridae. Arten har ej påträffats i Sverige. Inga underarter finns listade i Catalogue of Life.